# Canada's Drag Race: Canada vs the World (seconda edizione)
La seconda edizione di Canada's Drag Race: Canada vs the World è andata in onda sulla piattaforma streaming Crave dal 19 luglio al 23 agosto 2024.
Il 26 giugno 2024 sono state annunciate le nove concorrenti, provenienti da diverse versioni internazionali del programma, in competizione per ottenere il titolo di Queen of the World.
Lemon, vincitrice dell'edizione, ricevette come premio 100000 C$, una corona e uno scettro di Amped Accessories.

## Concorrenti
Le nove concorrenti che prendono parte al reality show sono:
| Concorrente        | Vero nome                    | Età | Città                        | Edizione originale          | Posizionamento edizione originale | Posizionamento |
| ------------------ | ---------------------------- | --- | ---------------------------- | --------------------------- | --------------------------------- | -------------- |
| Lemon              | Christopher Elliott Baptista | 28  | Toronto – Canada             | 1ª edizione Canada          | 5º posto                          | Vincitrice     |
| Lemon              | Christopher Elliott Baptista | 28  | Toronto – Canada             | 1ª edizione UK vs the World | 9º posto                          | Vincitrice     |
| Alexis Mateo       | Alexis Mateo Pacheco         | 44  | Las Vegas – Stati Uniti      | 3ª edizione USA             | 3º posto                          | 2º posto       |
| Alexis Mateo       | Alexis Mateo Pacheco         | 44  | Las Vegas – Stati Uniti      | 1ª edizione All Stars       | 5º/6º posto                       | 2º posto       |
| Alexis Mateo       | Alexis Mateo Pacheco         | 44  | Las Vegas – Stati Uniti      | 5ª edizione All Stars       | 5º posto                          | 2º posto       |
| Cheryl             | Luke Underwood               | 30  | Essex – Regno Unito          | 1ª edizione UK              | 4º posto                          | 3º/4º posto    |
| Cheryl             | Luke Underwood               | 30  | Essex – Regno Unito          | 1ª edizione UK vs the World | 8º posto                          | 3º/4º posto    |
| Kennedy Davenport  | Reuben Asberry Jr.           | 43  | Dallas – Stati Uniti         | 7ª edizione USA             | 4º posto                          | 3º/4º posto    |
| Kennedy Davenport  | Reuben Asberry Jr.           | 43  | Dallas – Stati Uniti         | 3ª edizione All Stars       | 2º posto                          | 3º/4º posto    |
| Miss Fiercalicious | Paulo Fortes                 | 27  | Toronto – Canada             | 3ª edizione Canada          | 3º/4º posto                       | 5º posto       |
| Eureka!            | Eureka D. Huggard            | 33  | Los Angeles – Stati Uniti    | 9ª edizione USA             | 11º posto                         | 6º posto       |
| Eureka!            | Eureka D. Huggard            | 33  | Los Angeles – Stati Uniti    | 10ª edizione USA            | Finalista                         | 6º posto       |
| Eureka!            | Eureka D. Huggard            | 33  | Los Angeles – Stati Uniti    | 6ª edizione All Stars       | Finalista                         | 6º posto       |
| Tynomi Banks       | Sheldon McIntosh             | 42  | Toronto – Canada             | 1ª edizione Canada          | 9º posto/Miss Simpatia            | 7º posto       |
| Le Fil             | Philip Simon Li              | 38  | West Yorkshire – Regno Unito | 4ª edizione UK              | 7º posto                          | 8º posto       |
| La Kahena          | Malek Ben Halima             | 31  | Parigi – Francia             | 1ª edizione France          | 10º posto                         | 9º posto       |

## Tabella eliminazioni
| Ordine | Episodi       | Episodi       | Episodi       | Episodi       | Episodi       | Episodi           |
| Ordine | 1             | 2             | 3             | 4             | 5             | 6                 |
| ------ | ------------- | ------------- | ------------- | ------------- | ------------- | ----------------- |
| 1      | Lemon         | Kennedy       | Alexis        | Kennedy       | Lemon         | Lemon             |
| 2      | Cheryl        | Cheryl        | Lemon         | Cheryl        | Cheryl        | Alexis Mateo      |
| 3      | Kennedy       | Lemon         | Fiercalicious | Lemon         | Kennedy       | Cheryl            |
| 4      | Tynomi        | Eureka        | Eureka        | Alexis        | Alexis        | Kennedy Davenport |
| 5      | Le Fil        | Alexis        | Kennedy       | Fiercalicious | Fiercalicious |                   |
| 6      | Fiercalicious | Fiercalicious | Cheryl        | Eureka        |               |                   |
| 7      | Alexis        | Tynomi        | Tynomi        |               |               |                   |
| 8      | Eureka        | Le Fil        |               |               |               |                   |
| 9      | Kahena        |               |               |               |               |                   |

Legenda:
     La concorrente ha vinto la gara
     La concorrente è arrivata in finale ma non ha vinto la gara
     La concorrente è arrivata in finale, ma è stata eliminata
     La concorrente ha vinto la puntata
     La concorrente figura tra le prime ma non ha vinto la puntata
     La concorrente è salva ed accede alla puntata successiva (l'ordine di chiamata è casuale)
     La concorrente figura tra le ultime ma non ed è a rischio eliminazione
     La concorrente figura tra le ultime due ed è a rischio eliminazione
     La concorrente è stata eliminata

## Giudici
- Brooke Lynn Hytes
- Brad Goreski
- Traci Melchor

### Giudici ospiti
- Alessia Cara
- Charlotte Cardin
- Kirk Pickersgill
- Lisa Rinna
- Ra'Jah O'Hara
- Sarain Fox
- Samantha Bee

## Special Guest
- RuPaul
- Hollywood Jade

## Riassunto episodi

### Episodio 1 –Drag Pop
Il primo episodio della seconda edizione internazionale si apre con l'ingresso delle concorrenti direttamente sul palcoscenico principale. La prima ad entrare è Alexis Mateo, l'ultima è Miss Fiercalicious. Brooke Lynn Hytes fa il suo ingresso annunciando una nuova edizione e dando il benvenuto alle concorrenti provenienti da diverse parti del mondo, annunciando inoltre che, come è già capitato nella quarta edizione di Canada's Drag Race, la migliore della puntata avrà il potere del "Castoro d'oro" (Golden Beaver) che le permetterà di salvare una delle peggiori dall'eliminazione.
- La sfida principale: le concorrenti, divise in tre gruppi, devono scrivere, produrre e coreografare un numero da girl group. Per la composizione delle squadre, vengono estratti a sorte i nomi delle concorrenti, che sceglieranno il brano per l'esibizione; il primo gruppo è composto da Kahena, Eureka ed Alexis, il secondo da Kennedy, Cheryl e Lemon, mentre l'ultimo è formato da Le Fil, Tynomi e Fiercalicious. Una volta scritto il pezzo, ogni gruppo raggiunge il palco principale per organizzare la coreografia.

| Concorrenti        | Nome girl group | Brano della performance            |
| ------------------ | --------------- | ---------------------------------- |
| Alexis Mateo       | Just Divas      | "Bopulence" (Just Divas Remix)     |
| Eureka!            | Just Divas      | "Bopulence" (Just Divas Remix)     |
| La Kahena          | Just Divas      | "Bopulence" (Just Divas Remix)     |
| Le Fil             | The Face        | "This Beat" (The Face Remix)       |
| Miss Fiercalicious | The Face        | "This Beat" (The Face Remix)       |
| Tynomi Banks       | The Face        | "This Beat" (The Face Remix)       |
| Cheryl             | The Slapbacks   | "Tongue Pop" (The Slapbacks Remix) |
| Kennedy Davenport  | The Slapbacks   | "Tongue Pop" (The Slapbacks Remix) |
| Lemon              | The Slapbacks   | "Tongue Pop" (The Slapbacks Remix) |

Giudice ospite della puntata è Charlotte Cardin. Il tema della sfilata è Wonders of the World, dove le concorrenti devono sfoggiare il loro abito preferito. Brooke Lynn dichiara Tynomi, Le Fil e Fiercalicious salve, e lascia le altre concorrenti per le critiche. Successivamente, Lemon viene proclamata la migliore della puntata e usa il potere del "Castoro d'oro" per salvare Alexis Mateo, lasciando La Kahena e Eureka! a rischio eliminazione.
- L'eliminazione: La Kahena e Eureka! vengono chiamate ad esibirsi con la canzone Meaningless di Charlotte Cardin. Eureka! si salva, mentre La Kahena viene eliminata dalla competizione.

### Episodio 2 –The Hole
Il secondo episodio si apre con le concorrenti che rientrano nell'atelier dopo l'eliminazione di La Kahena, con Eureka grata di avere una seconda possibilità per dimostrare le sue abilità ai giudici. Intanto Fiercalicious afferma che sia Alexis e Eureka sarebbero dovute andare al playback, spiegando inoltre che Lemon avrebbe dovuto salvare La Kahena, visto che quest'ultima non ha avuto la possibilità di mostrare in pieno le sue abilità.
- La sfida principale: le concorrenti devono partecipare a The Hole, parodia del reality show La talpa, dove ognuna dovrà improvvisare un personaggio con lo scopo di trovare la "Talpa" all'interno dello show. Durante l'assegnazione dei ruoli, si vengono a creare delle tensioni fra alcune delle concorrenti che vogliono interpretare lo stesso personaggio, ma alla fine decidono di basarsi sulle abilità di ognuna. Una volta assegnato il copione, le concorrenti raggiungono Brad Goreski che prende parte allo show nel ruolo di presentatore.

| Concorrente        | Personaggio interpretato  |
| ------------------ | ------------------------- |
| Alexis Mateo       | The Totally Karen         |
| Cheryl             | The Super Fan             |
| Eureka!            | The Soap Opera Star       |
| Kennedy Davenport  | The Know-It-All           |
| Le Fil             | The Girl Looking for Love |
| Lemon              | The Gay Guy               |
| Miss Fiercalicious | The Petty Bitch           |
| Tynomi Banks       | The Kooky Clairvoyant     |

Giudice ospite della puntata è Lisa Rinna. Il tema della sfilata è Mother Nature, dove le concorrenti devono sfoggiare un abito che rappresenti la loro versione di Madre Natura. Brooke Lynn dichiara Eureka e Alexis salve, e lascia le altre concorrenti per le critiche. Successivamente, Kennedy Davenport viene proclamata la migliore della puntata e usa il potere del "Castoro d'oro" per salvare Miss Fiercalicious, lasciando Le Fil e Tynomi Banks a rischio eliminazione.
- L'eliminazione: Le Fil e Tynomi Banks vengono chiamate ad esibirsi con la canzone Let Me Think About It di Ida Corr e Fedde Le Grand. Tynomi Banks si salva, mentre Le Fil viene eliminata dalla competizione.

### Episodio 3 –Glamorous Drag Queen Ball Challenge
Il terzo episodio si apre con le concorrenti che rientrano nell'atelier dopo l'eliminazione di Le Fil, con Tynomi determinata a mostrare ai giudici di essersi meritata la salvezza. Il giorno seguente, Fiercalicious esprime alle concorrenti il suo disappunto per le critiche ricevute da Traci Melchor nella sfida precedente.
- La mini sfida: le concorrenti, sotto la direzione di Traci Melchor, devono prendere parte a un'audizione in motion capture per diventare la star del nuovo film Drag-e. La vincitrice della mini sfida è Alexis Mateo.

- La sfida principale: le concorrenti partecipano al Glamorous Drag Queen Ball Challenge, dove presenteranno tre look differenti; il terzo dovrà essere cucito e assemblato a mano. Le categorie sono:
  - AI Generated Queen: un look creato con l'aiuto dell'intelligenza artificiale;
  - The Robots Have Taken Over: un look che si ispiri ai robot;
  - Supermodel of the New World: un look realizzato in giornata utilizzando esclusivamente diversi tipi di stoffe, materiali e tessuti.

Giudice ospite della puntata è Kirk Pickersgill. Dopo la sfilata, Brooke Lynn dichiara Eureka salva, e lascia le altre concorrenti per le critiche. Successivamente, Alexis Mateo viene proclamata la migliore della puntata e usa il potere del "Castoro d'oro" per salvare Kennedy Davenport, lasciando Tynomi Banks e Cheryl a rischio eliminazione.
- L'eliminazione: Tynomi Banks e Cheryl vengono chiamate ad esibirsi con la canzone What the Hell di Avril Lavigne. Cheryl si salva, mentre Tynomi Banks viene eliminata dalla competizione.

### Episodio 4 –Reading Battles
Il quarto episodio si apre con le concorrenti che rientrano nell'atelier dopo l'eliminazione di Tynomi, che si congratulano con Cheryl per la sua esibizione al playback. Successivamente, Fiercalicious si scusa con Lemon e le altre concorrenti per l'atteggiamento avuto durante il precedente Untucked, provocato dal fatto di non essere riuscita a eccellere come voleva nella sfida in cui si sentiva più sicura.
- La mini sfida: le concorrenti devono esibirsi in un playback della canzone Just What They Want di RuPaul davanti a Brad Goreski, mentre è in funzione un ventilatore che spara loro addosso delle stelle filanti. La vincitrice della mini sfida è Miss Fiercalicious.

- La sfida principale: le concorrenti, divise in coppie, devono "leggere" la loro compagna di squadra (ovvero, dire qualcosa di cattivo, ma facendolo in modo scherzoso) in uno spettacolo di stand-up comedy, esibendosi dal vivo davanti a un pubblico. La migliore di ogni coppia potrà ambire alla vittoria, mentre l'altra sarà a rischio eliminazione. Avendo vinto la mini sfida, Fiercalicious ha la possibilità di scegliere per prima la concorrente con cui esibirsi; le coppie formate sono: Fiercalicious e Lemon; Cheryl ed Eureka!; infine, Kennedy e Alexis. Successivamente, ogni concorrente raggiunge il palco principale, dove ricevono consigli da parte di Brad Goreski e Samantha Bee.

Giudici ospiti della puntata sono Samantha Bee e Sarain Fox. Il tema della sfilata è Razzle Dazzle, dove le concorrenti devono sfoggiare un abito tempestato di diamanti. Dopo le critiche dei giudici, Kennedy Davenport viene proclamata la migliore della puntata e usa il potere del "Castoro d'oro" per salvare Alexis Mateo, lasciando Eureka! e Miss Fiercalicious a rischio eliminazione.
- L'eliminazione: Miss Fiercalicious e Eureka! vengono chiamate ad esibirsi con la canzone Hush Hush; Hush Hush delle Pussycat Dolls e Nicole Scherzinger. Miss Fiercalicious si salva, mentre Eureka! viene eliminata dalla competizione.

### Episodio 5 –Snatch Game: The Rusical
Il quinto episodio si apre con le concorrenti che rientrano nell'atelier dopo l'eliminazione di Eureka!, con Fiercalicious triste per aver eliminato una sua cara amica. Successivamente fanno il calcolo delle vittorie di tutte e si chiedono chi riuscirà ad accedere alla finale e chi sarà eliminata durante la semifinale.
- La sfida principale: le concorrenti devono esibirsi nel nuovo musical Snatch Game: The Rusical, che prende ispirazione dalla sfida più attesa in ogni edizione dello show. Come per la versione classica dello Snatch Game, le concorrenti devono scegliere una celebrità e impersonarla per l'intero gioco, con lo scopo di essere il più divertenti possibili, mentre per quanto riguarda la parte musicale ad ogni concorrente viene assegnato una stacchetto. Durante l'assegnazione, dei ruoli, si vengono a creare delle tensioni fra alcune delle concorrenti che vogliono esibirsi nello stesso stacchetto. Una volta assegnati gli stacchetti, le concorrenti incontrano Hollywood Jade che insegna loro la coreografia. Le celebrità scelte dalle concorrenti sono state:

| Concorrente        | Celebrità impersonata | Stacchetto musicale               |
| ------------------ | --------------------- | --------------------------------- |
| Alexis Mateo       | Ron DeSantis          | Snatch Game Could Change My Life  |
| Cheryl             | Regina Vittoria       | Requiem for a Bottom              |
| Kennedy Davenport  | Tabitha Brown         | The Flop Tango                    |
| Lemon              | Susan Boyle           | Best Damn Snatch Game in Herstory |
| Miss Fiercalicious | Madre Teresa          | Mothers of the Snatch             |

Giudici ospiti della puntata sono Alessia Cara e Sarain Fox. Il tema della sfilata è Summer of '69, dove le concorrenti devono sfoggiare un abito estivo ispirato alla moda di quegli anni. Dopo la sfilata e le critiche dei giudici, Lemon viene proclamata la migliore della puntata e usa il potere del "Castoro d'oro" per salvare Kennedy Davenport, lasciando Alexis Mateo e Miss Fiercalicious a rischio eliminazione. Cheryl si posiziona a metà ed è salva.
- L'eliminazione: Alexis Mateo e Miss Fiercalicious vengono chiamate ad esibirsi con la canzone How Far I'll Go di Alessia Cara. Alexis Mateo si salva e accede alla finale, mentre Miss Fiercalicious viene eliminata dalla competizione.